# Avinguda Diagonal
Koordinaten: 41° 23′ 47″ N, 2° 9′ 29,3″ O

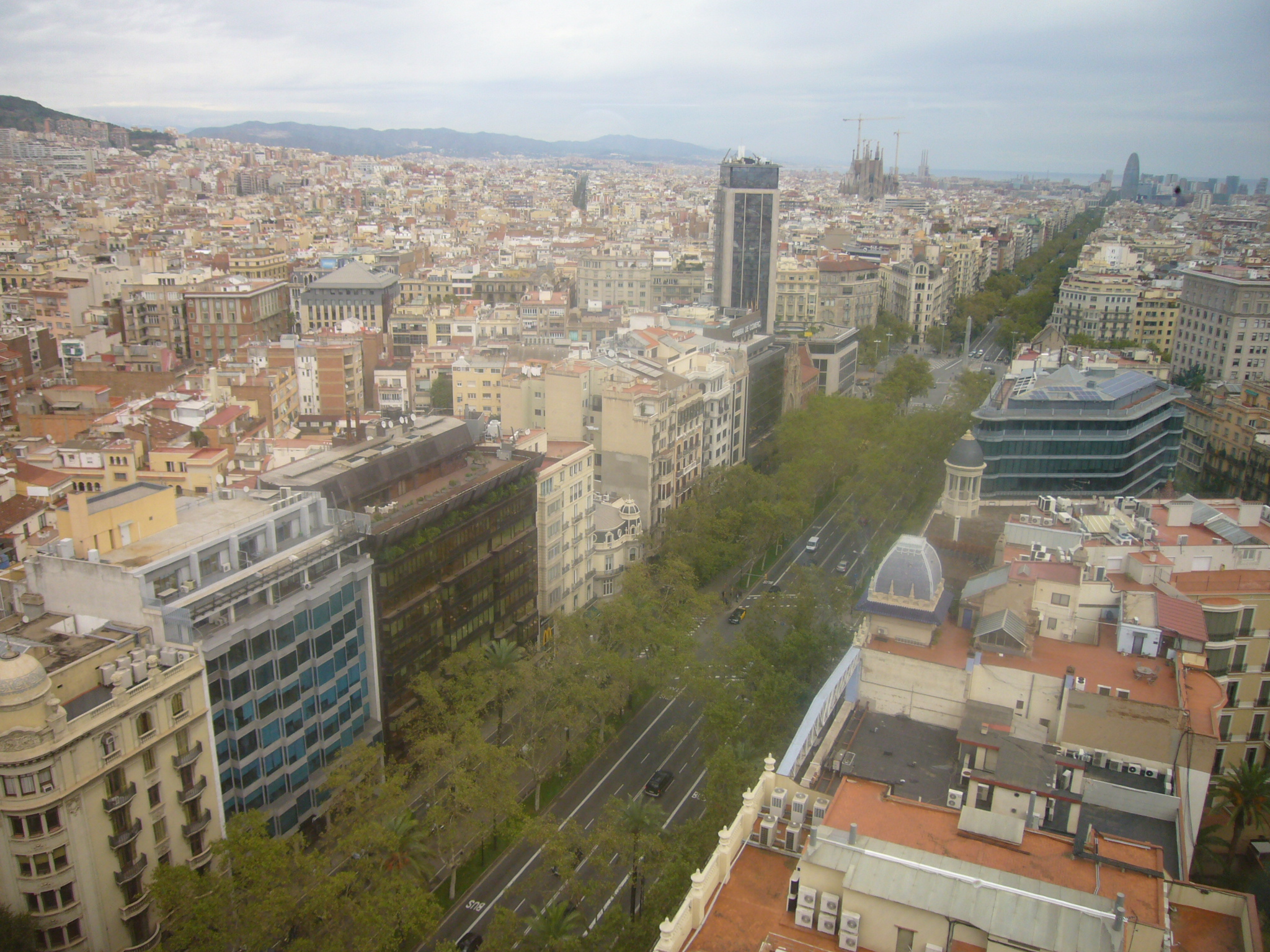
Die Avinguda Diagonal

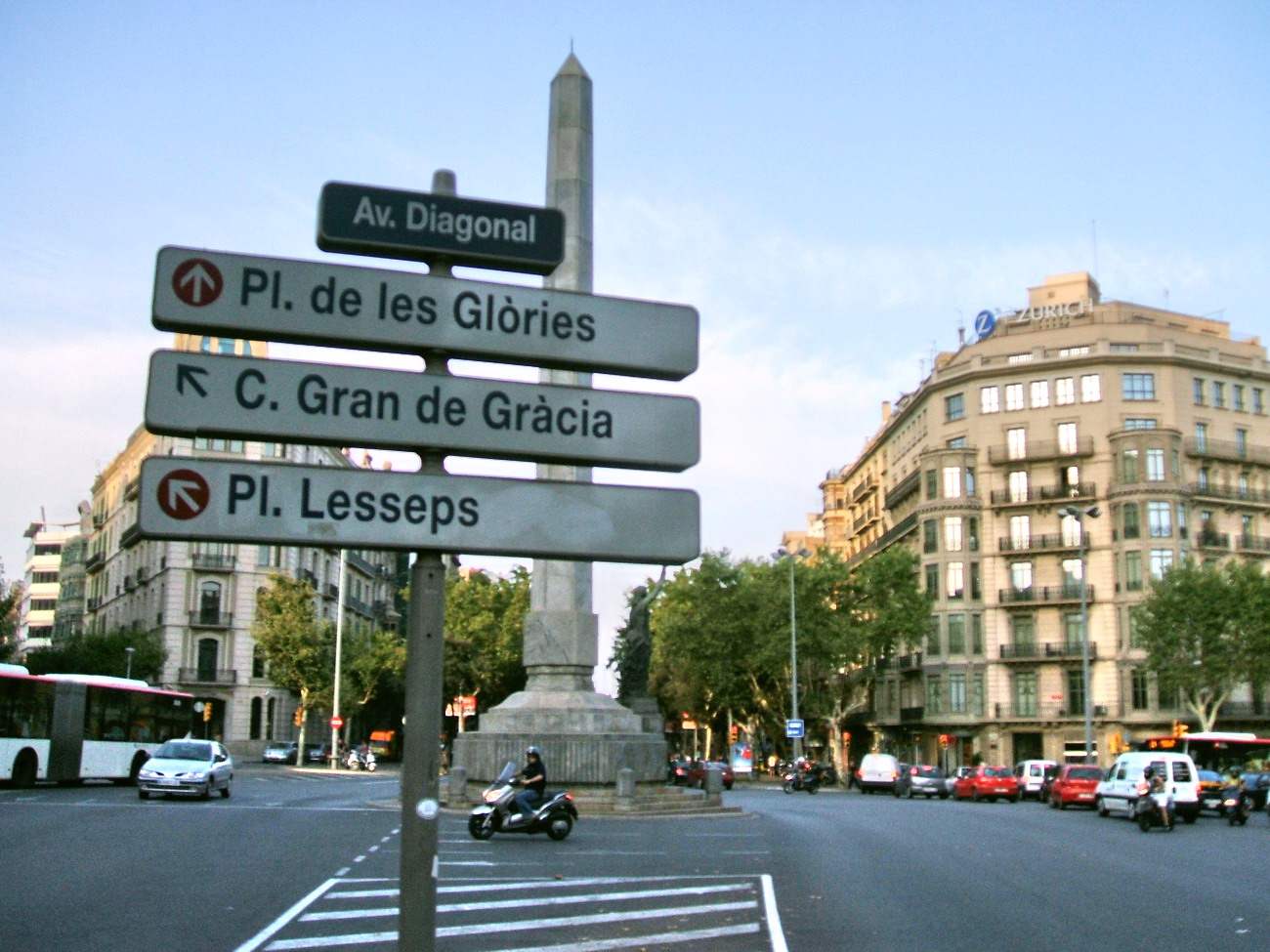
Kreuzung von Avinguda Diagonal und Passeig de Gràcia

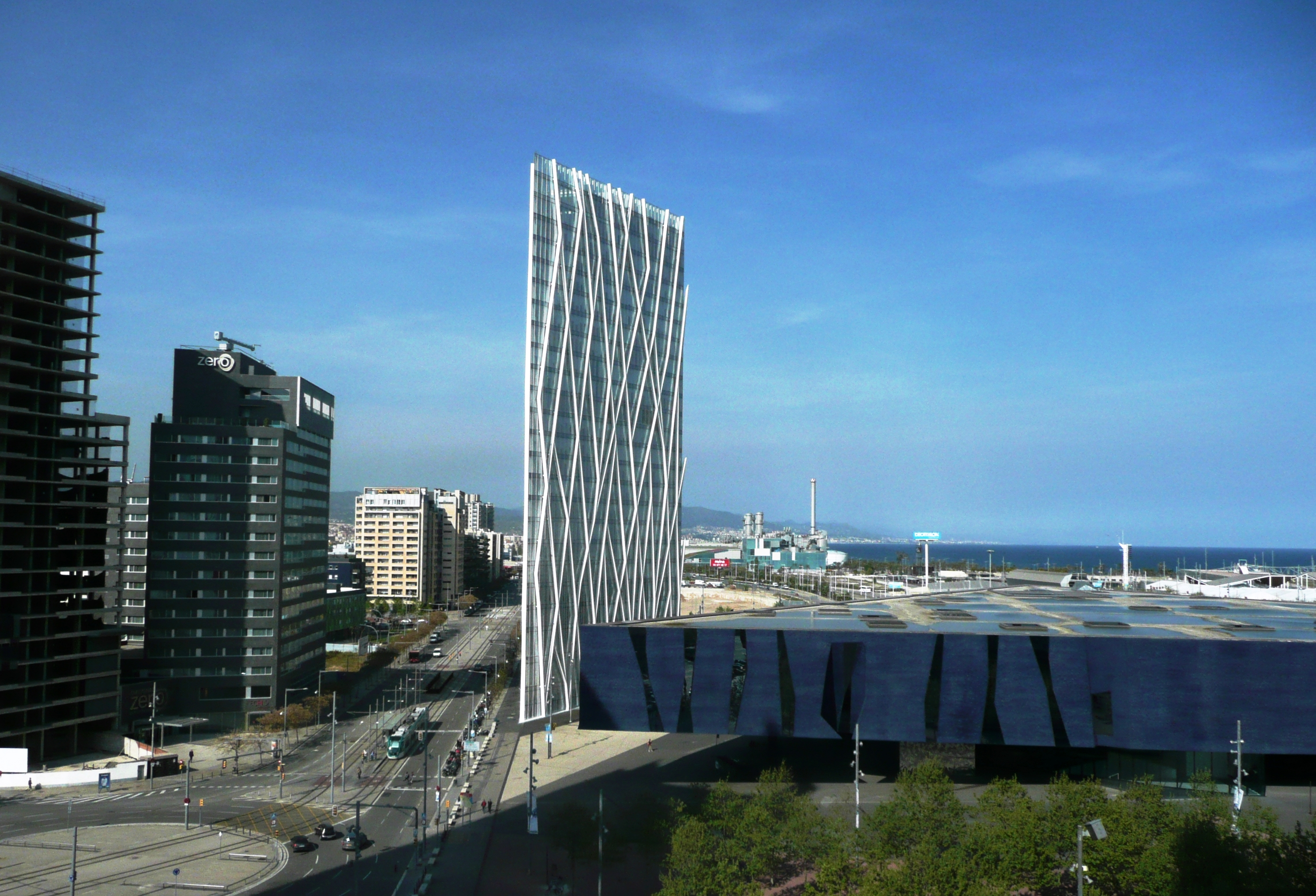
Ende der Avinguda Diagonal am Meer mit dem Telefónica-Hochhaus Diagonal ZeroZero

Die Avinguda Diagonal [əβiŋˈguðə ðiəɣuˈnal] (katalanisch für „Diagonale Allee“) gehört zu den bedeutendsten und bekanntesten Straßen Barcelonas. Ihren Namen erhielt sie, weil sie in ihrem Kernstück das schachbrettartige Straßenmuster des Stadtbezirks Eixample diagonal durchschneidet.
Die Diagonal beginnt an der westsüdwestlichen Stadtgrenze Barcelonas als Verlängerung der Regionalautobahn B23 in Höhe der Parkanlage Jardins de Cervantes und führt dann geradlinig über eine Strecke von rund 11 Kilometern nach Ost-Nordost bis fast zum anderen Ende der Stadt am Plaça de Llevant. Sie durchquert dabei die Stadtbezirke Les Corts, Eixample sowie Sant Martí und berührt die Bezirke Sarrià-Sant Gervasi und Gràcia.
Die Straße wurde im Jahr 1859 als ein Verkehrsweg nach Madrid geplant. Seit dem Anfang des 20. Jahrhunderts gilt sie zunehmend als noble Wohnadresse; besonders bevorzugt wurde die Gegend westlich des Prachtboulevards Passeig de Gràcia. Dort befinden sich zahlreiche Geschäftshäuser, Hotels und Luxusgeschäfte.
Unter Leitung von Oriol Bohigas i Guardiola, Stadtplaner in der Stadtverwaltung für die Schaffung dezentraler urbaner Schwerpunkte und Mitglied bei MBM Arquitectes, entstand der Plaça de les Glòries Catalanes am Schnittpunkt von Avinguda Diagonal, Avinguda Meridiana und Gran Via. Dieser Platz bildete vorläufig das nordöstliche Ende der Diagonal. 1999 wurde die Diagonal bis fast zum Meer fertiggestellt.
Während der Franco-Diktatur – und auch noch mehrere Jahre danach – trug die Straße den Namen des faschistischen Diktators Francisco Franco. Am 21. Februar 1939 – also nur wenige Tage nach der Einnahme Barcelonas durch seine Truppen – erschien Franco persönlich auf einem Balkon der Hausnummer 508, um einer Siegesparade zu seinen Ehren beizuwohnen. Seitdem wurde die Straße (noch inoffiziell) als Avenida del Caudillo (Allee des Führers) bezeichnet. Anfang April 1939 erfolgte die offizielle Umbenennung in Avenida del Generalísimo Franco. Erst 1979, also vier Jahre nach dem Tod des „Führers“, erfolgte die Rückbenennung in Diagonal.

## Sehenswürdigkeiten (Auswahl)
Eine Häufung historischer Gebäude – vor allem im Stil des Modernisme – findet man auf dem kurzen Abschnitt zwischen Plaça cinc d'oros und Plaça de Mossèn Jacint Verdaguer im Stadtteil Eixample, z. B.:

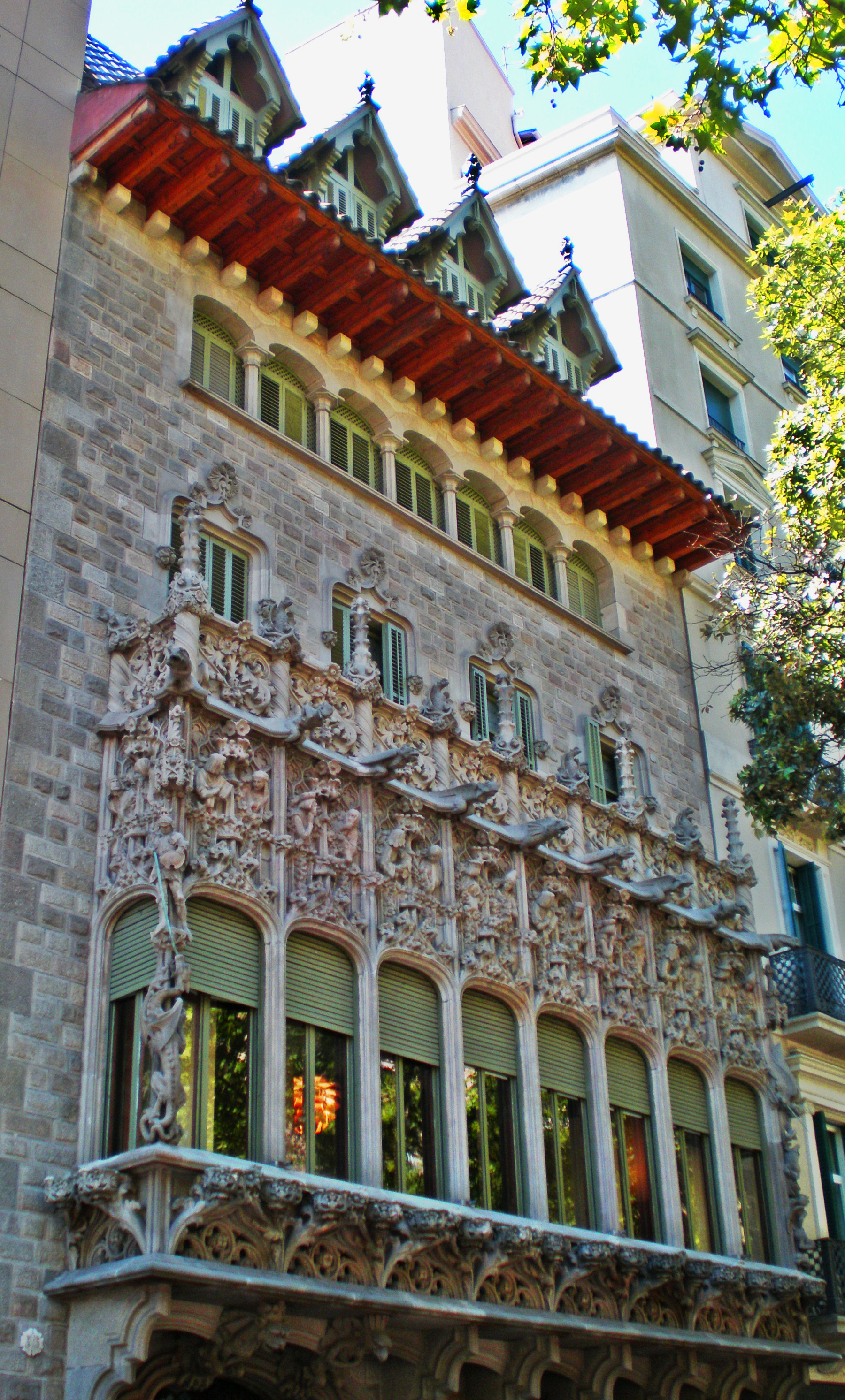
Palau Quadras

- Palau Quadras: Wohnhaus im Stil des Modernisme des Architekten Josep Puig i Cadafalch, erbaut 1904–1906 (Hausnummer 373, nicht öffentlich zugänglich – dort residiert das institut ramon llull).

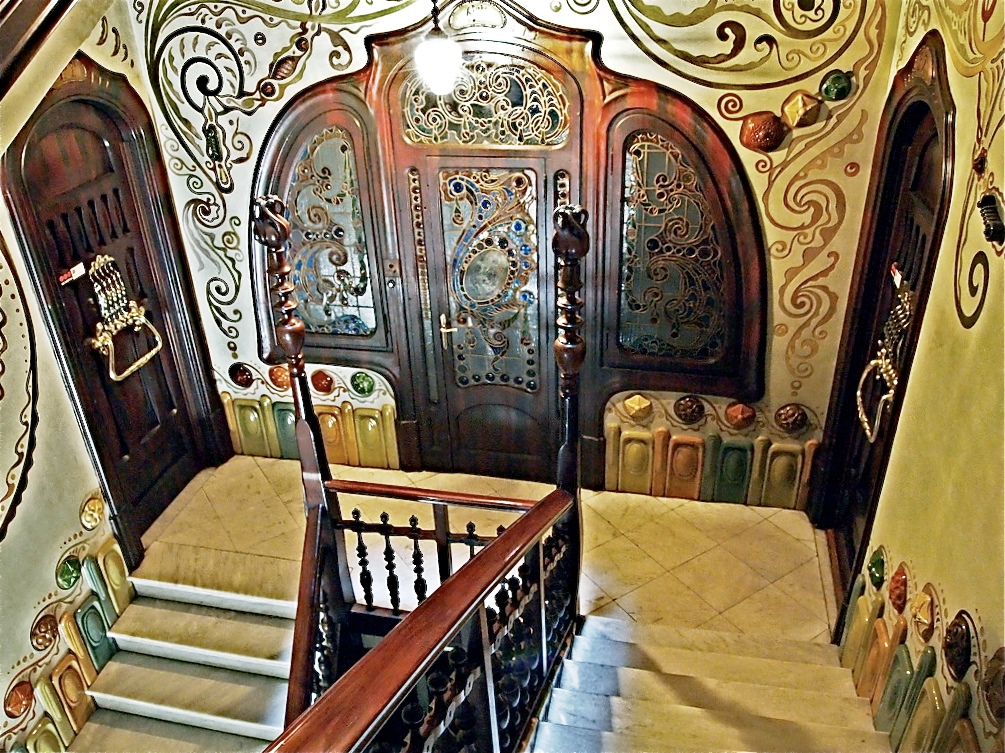
Treppenhaus im Casa Comalat

- Casa Comalat: Ebenfalls ein Wohnhaus im Stil des Modernisme, erbaut 1909–1911. Obwohl es von dem eher unbekannten Architekten Salvador Valeri i Pupurull stammt, weist es viele gaudí-esque Merkmale auf und wird deshalb als deutliche Reminiszenz an Antoni Gaudí gewertet (Hausnummer 442, schräg gegenüber dem Palau Quadras). Die für Gaudí typischen Elemente sind vor allem an der Rückseite des Hauses erkennbar – in der Straße Carrer Còrsega.

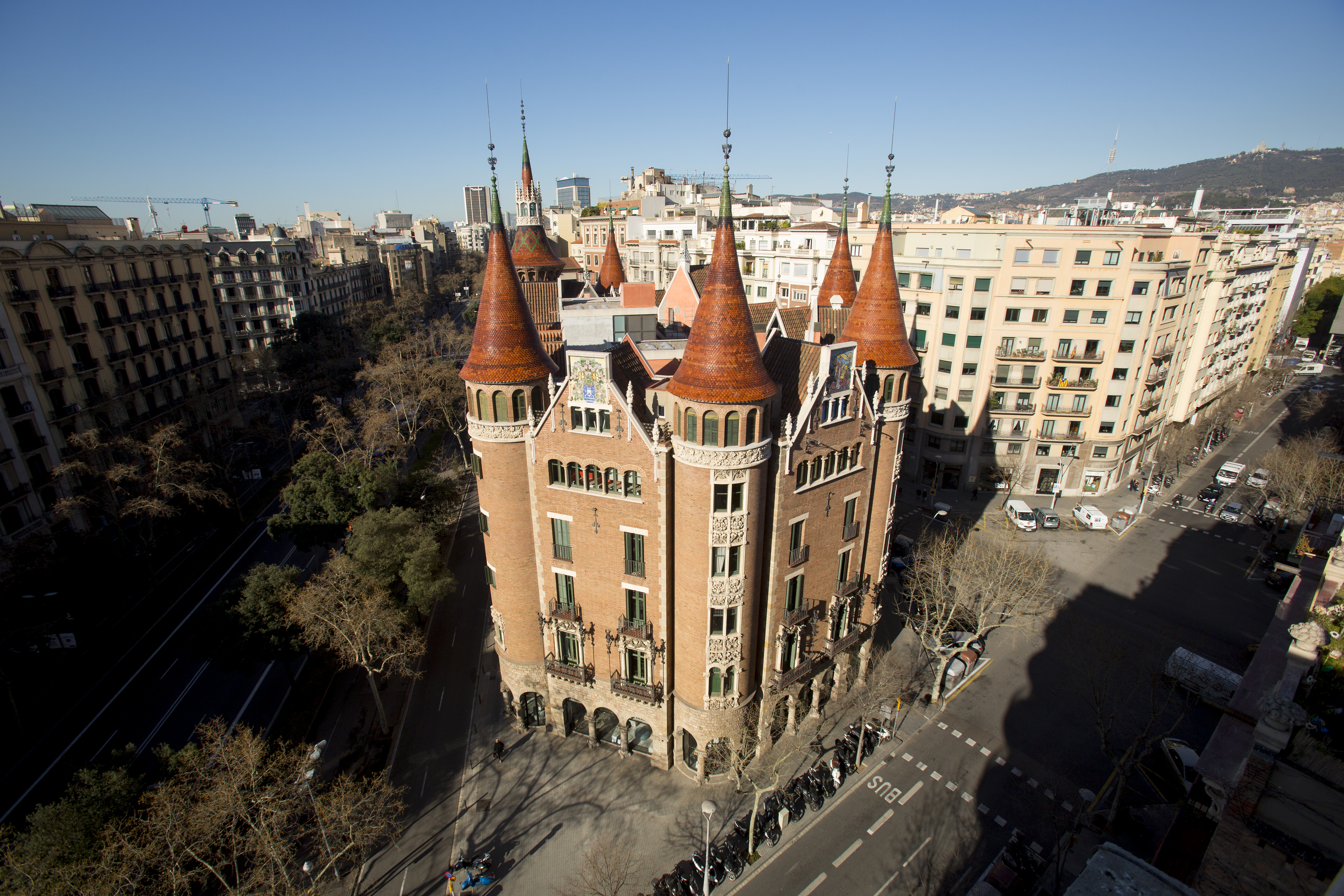
Casa de les Punxes

- Casa Terradas, besser bekannt unter dem Spitznamen Casa de les Punxes (Haus der Spitzen): Gebäudekomplex aus drei Wohnhäusern von Josep Puig i Cadafalch im Stil einer mittelalterlichen Burganlage (1905). Der Textilfabrikant Bartomeu Terradas i Mont gab den Auftrag, für jede seiner drei Schwestern ein eigenes Haus zu bauen. Den Spitznamen bekam der Gebäudekomplex aufgrund seiner deutlich herausstechenden Spitzen auf den Dächern der Türme.

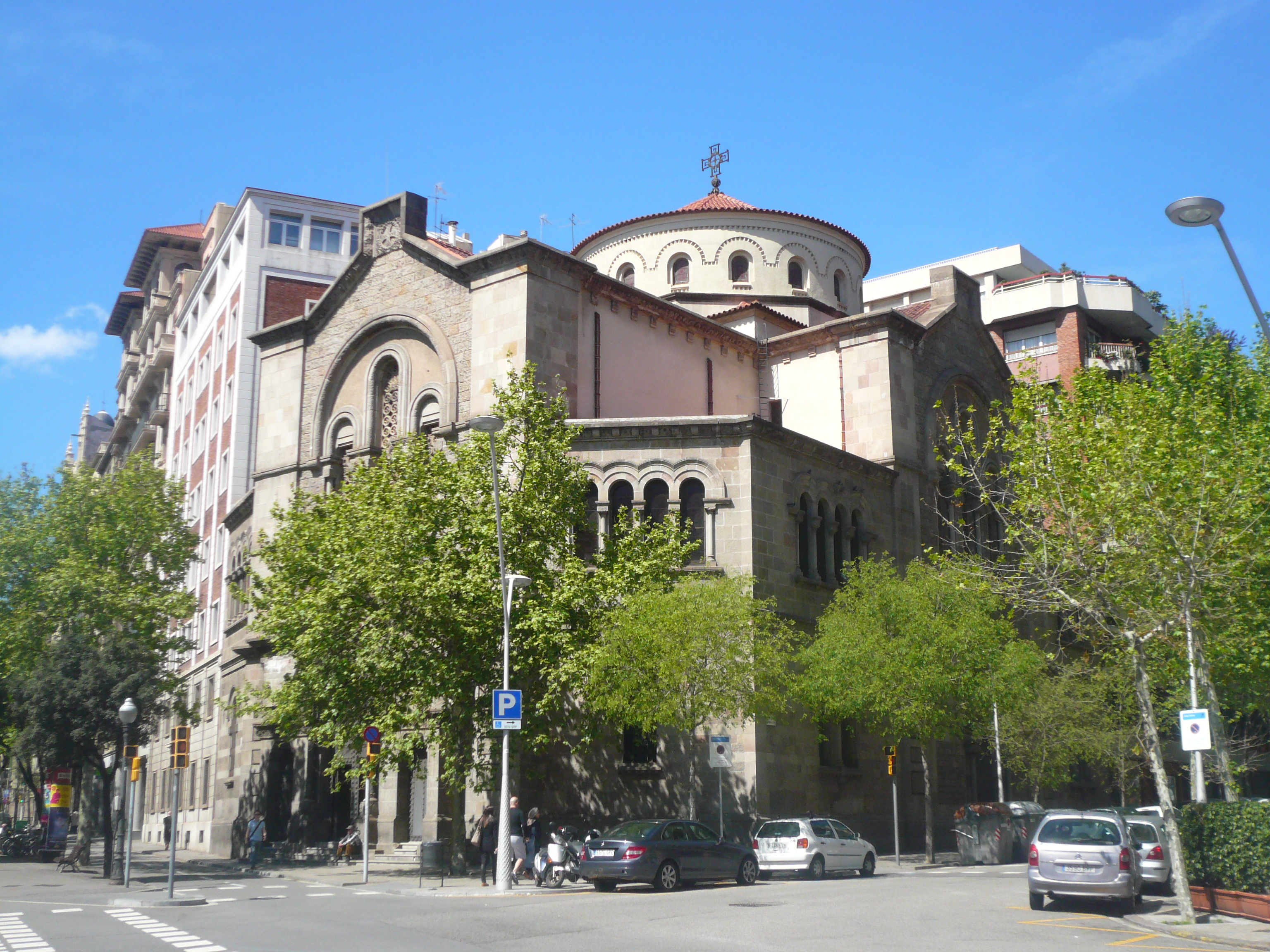
Mare de Déu del Carme

- L'església de la Mare de Déu del Carme de l'Eixample (Kirche der Muttergottes von Karmel in Eixample): Kirche im neobyzantinischen Stil, erbaut 1909–1917 von Josep Domènech i Estapà. Vollendet von seinem Sohn Josep Domènech i Mansana in den Jahren 1919–1925 (Hausnummer 422 – zwischen Palau Quadras und Casa de les Punxes).

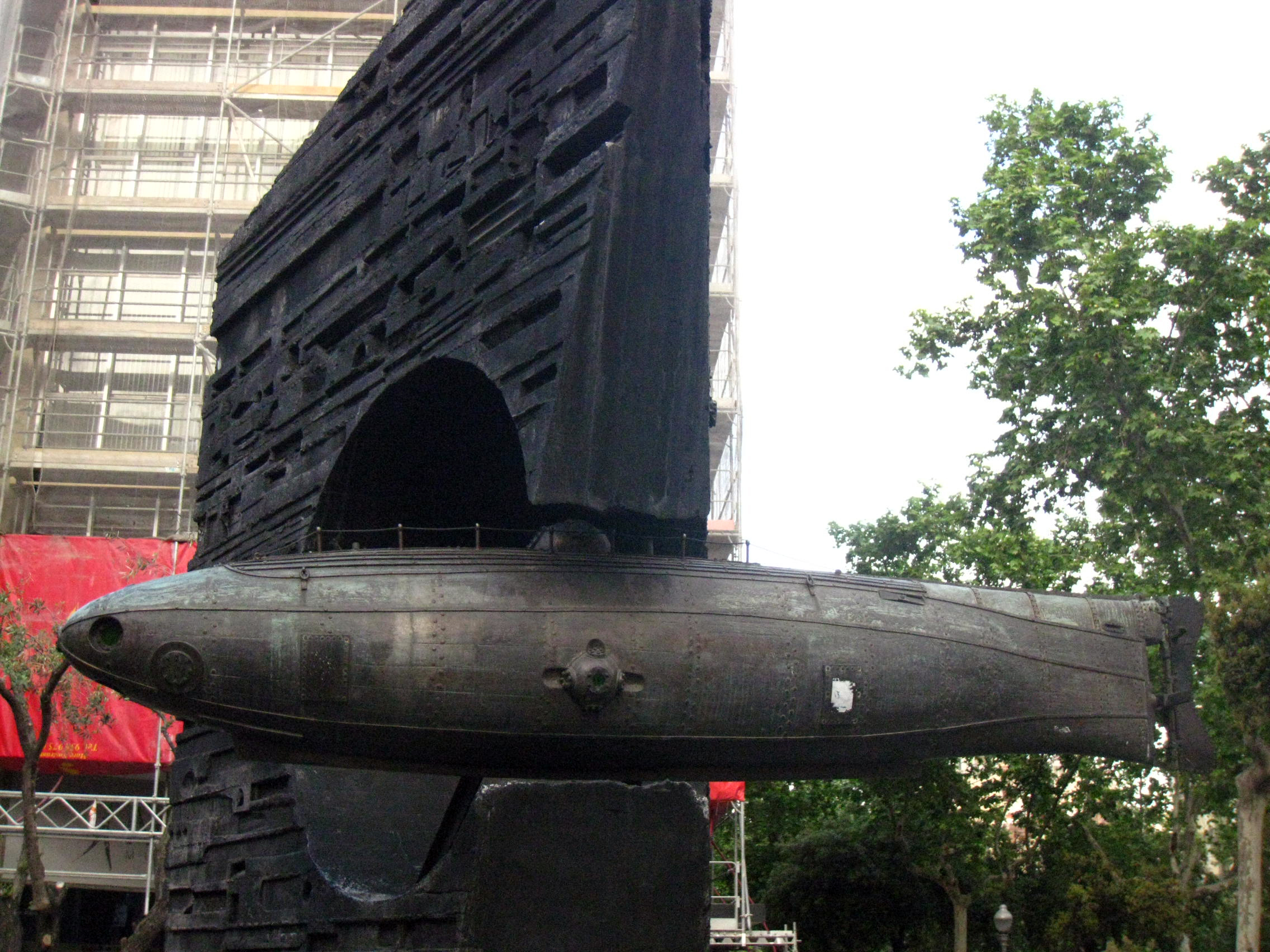
Denkmal für Narcís Monturiol

- Monument a Narcís Monturiol: Denkmal des Avantgarde-Bildhauers Josep Maria Subirachs von 1963 für den katalanischen Ingenieur Monturiol, der das erste U-Boot mit mechanischem Antrieb konstruierte. Das Denkmal zeigt das U-Boot Ictíneo II (Standort an der Ecke Diagonal/Carrer de Provença).

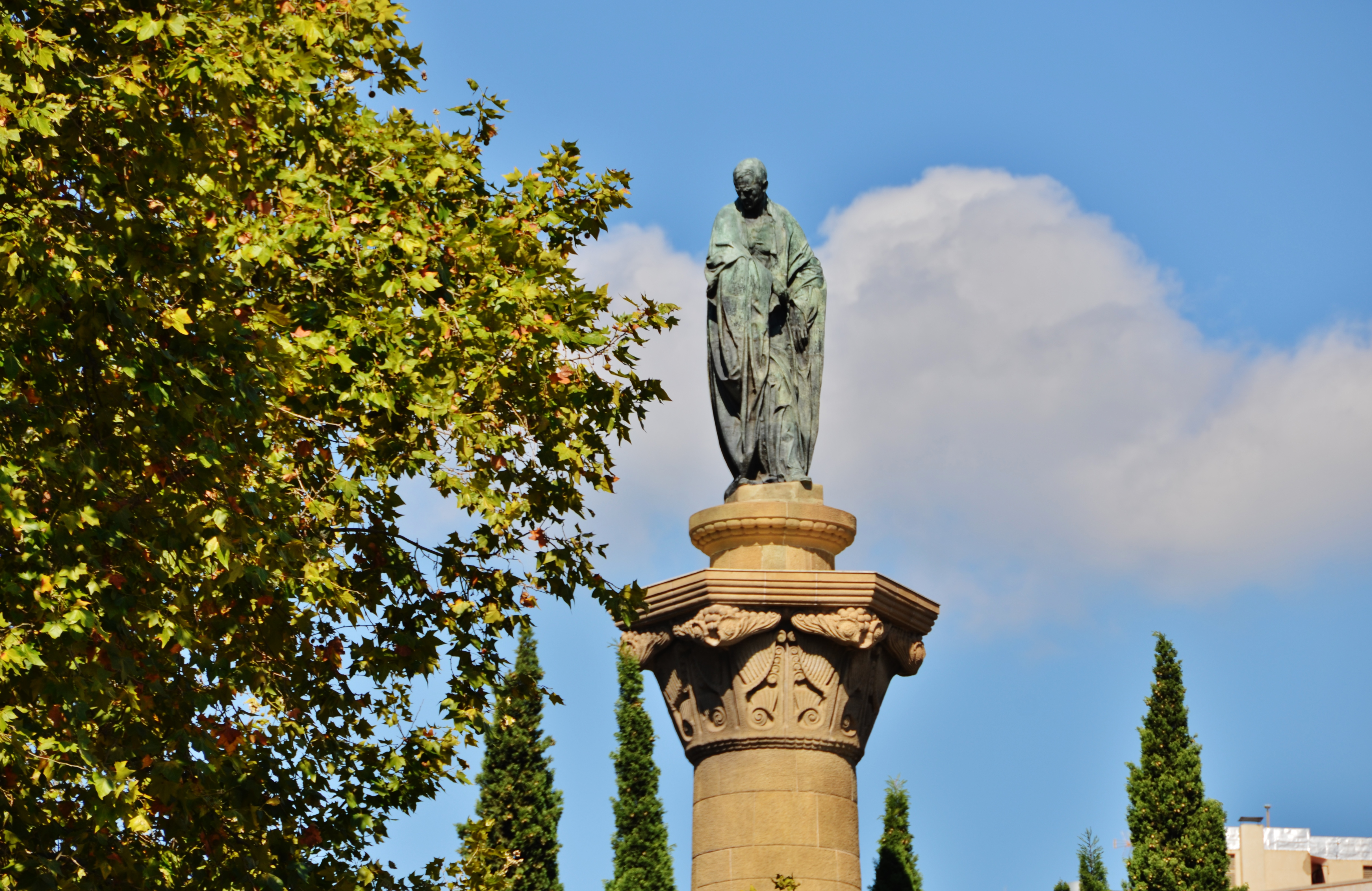
Denkmal für Jacint Verdaguer (Detail)

- Monument a Mossèn Jacint Verdaguer: Denkmal für den beliebten katalanischen Volksdichter Verdaguer im Stil des Noucentisme (Standort in der Mitte des gleichnamigen Platzes).

Beispiele außerhalb des oben genannten Streckenabschnitts:
- Der Bau der Diagonal zerteilte die Finca Güell, auf der Pavillons von Antoni Gaudí zu sehen sind.

- Torre Glòries (ehemals Torre Agbar): Ein 144 Meter hoher Wolkenkratzer direkt am Plaça de les Glòries Catalanes, erbaut 2001–2005. Ursprünglich Firmensitz der städtischen Wasserbetriebe, mittlerweile ein Luxushotel.

## Verkehr
Auf einem Abschnitt der Avinguda Diagonal fahren alle drei Linien der Straßenbahn Trambaix.